# Cadeidae
Cadeidae zijn een familie van reptielen uit de onderorde wormhagedissen (Amphisbaenia).

## Naam en indeling
De wetenschappelijke naam van de soort werd voor het eerst voorgesteld door Nicolas Vidal en Stephen Blair Hedges in 2007. Er zijn twee soorten in een enkel geslacht, beide soorten zijn al in 1916 beschreven.
De soorten komen voor in delen van het Caribisch Gebied en leven endemisch op Cuba.

## Taxonomie
Familie Cadeidae
- Geslacht Cadea